# Distrito de Ocongate
El distrito de Ocongate es uno de los doce distritos de la provincia de Quispicanchi, ubicada en el departamento del Cuzco, Perú, bajo la administración el Gobierno regional del Cusco. Limita por el norte con el distrito de Ccarhuayo; por el sur con el distrito de Pitumarca, provincia de Canchis; por el suroeste con los distritos de Quiquijana y Cusipata; por el este con el distrito de Marcapata; y por el oeste con los distritos de Ccatca y Urcos.
La provincia de Quispicanchi, desde el punto de vista jerárquico de la Iglesia Católica, pertenece a la arquidiócesis del Cuzco.

## Toponimia
El topónimo probablemente viene de una forma original *uqu-nqa tiy, híbrido quechua-aimara con el significado de 'cueva u oquedad humedecible'.

## Historia
Ocongate fue creado inicialmente como villa, el 27 de mayo de 1631, por Cédula Real ante el Rey Conde de Chichón, pariente de los consejos de estado y guerra, gentil hombre de la cámara, Virrey Lugarteniente, Gobernador y capitán, general de las Provincias del Perú, entre otras, dejando en su pacífica posesión a los vasallos corregidores de ellos que hicieron fecha en Madrid España a los 27 días del mes de mayo de 1631, firmando don Martín Melgarejo escribano de su majestad don Diego De Alcázar, Paucartambo y Quispicanchi, de las tierras en referencia ante su excelencia para que tenga efecto la que su majestad manda ante los corregidores y ministros de autoridad por las referidas tierras, ante oidores que salieron a visitar por disposición de la real audiencia y Corona española, para que ocupen en pacífica posesión los indios, mestizos, españoles y mulatos de la villa de Ocongate y entre ellos con sus siguientes ayllus: Qollana (Mosoq Llacta), Pata Qollana (Yanama), Phoco (Jullicunca), Qaywa (Ccoñamuro), es todo de sus cuatro ayllus con sus respectivos ocupantes, firmando don Martín Melgarejo escribano de su Majestad.
El centro urbano de Ocongate nace como pueblo anexo de Ccatcca y también figura como parte de la reducción de Quiquijana. 
El distrito fue creado mediante Ley del 2 de enero de 1857, dado en el Gobierno del Presidente Ramón Castilla.
Hasta mediados de 1950 Ocongate se consolida como distrito y se inicia un periodo de crecimiento como pueblo, con dirección Sur paralelo a la carretera troncal hacia Puerto Maldonado.
Etimológicamente el nombre de Ocongate fue transformado al castellanizarse de la siguiente manera:
Ausangate que quiere decir el lugar más elevado, Ccayangate, Huaranccaty y Uccuncaty, este último que quiere decir el lugar más bajo a la cordillera del río Mapacho que al castellanizarse finalmente se llamó Ocongate.
Cuando se levantó la rebelión de Túpac Amaru, la esposa de este héroe doña Micaela Bastidas en compañía de Tomasa Ttito Condemayta en persona visitó Ocongate levantando la misión del caudillo para arengar a la población, a los naturales y compatriotas a levantarse por la revolución a lo cual el pueblo en general respondió activamente. A consecuencia de esta participación de los naturales de Ocongate es que cuando sucedió el lamentable hecho de la decapitación de Túpac Amaru en la plaza de Huaccaypata en la ciudad del Cusco, el 18 de mayo de 1781; para escarmiento de los pobladores de esa región, los miembros inferiores de Micaela Bastidas, fueron  trasladados para ser colgado en la puerta del templo de Ocongate y expuesto para que observe el pueblo. Así mismo el brazo de su hijo Diego Cristóbal, quien enseñara a sus connaturales a levantarse contra los españoles,

## Geografía
Se encuentra en la parte sureste de la provincia de Quispicanchi, Departamento de Cusco, teniendo coordenadas geográficas siguientes: Latitud Sur 13° 37′ 24″ y Longitud W 71° 23′ 07″. Forma parte de la cuenca del Mapacho; la capital del distrito se ubica sobre la margen derecha del río Mapacho, a 3533 m s. n. m.; tiene una configuración urbana lineal compacta y longitudinal a la carretera Urcos – Puerto Maldonado. 

## Las regiones naturales del distrito.
Javier Pulgar Vidal, reconoce la existencia de ocho regiones naturales o pisos altitudinales acordes con la tradición de manejo vertical del antiguo poblador andino; tomando en consideración además el tipo de vegetación, la fauna, el suelo su manejo presente y pasado.
La región natural planteada, no puede ser comprendida, ni mucho menos determinada a partir de la lectura de un único elemento o factor, en este caso la altitud. La región natural se expresa como una función de vida en la que intervienen elementos como altitud, exposición a los rayos solares, relieve, clima, suelo, vegetación, fauna, topografía y pendiente .
En ese sentido lo que hacemos es adaptar las regiones naturales encontradas en la provincia de Quispicanchi a la realidad del distrito de Ocongate, sobre la base de las consideraciones expuestas por los autores del Atlas Provincial de Quispicanchi y la clasificación hecha por Pulgar Vidal. 
Región Ritti.- Proveniente de la palabra ritti k´ucho (rincón de nieve) o mama ritti, con la que los pobladores de las partes altas han definido la región cercana a la cadena de nevados, límite superior que alcanza su máxima expresión en el Ausangate (6,350 metros) .
Puna.- Es la región llamada así por ser altiplanicie, con un gradiente bajo, y un paisaje dominado por innumerables lagunas, producto del deshielo de los nevados. La altitud va entre los 4,800 hasta los 4,200 metros, está comprendida principalmente en las comunidades alpaqueras del distrito de Ocongate y sus inmensas zonas de pastoreo.
Puna Colinosa.- Producto del levantamiento de la cordillera. Algunas zonas de Puna presenta ondulaciones e inflexiones importantes que forman hondonadas en donde se genera áreas húmedas (bofedales), a diferencia de la Puna tabular; la Puna colinosa puede descender llegando hasta los 3800 m s. n. m. Esta región caracteriza los espacios de la ganadería de vacunos, ovinos y los cultivos de papas nativas.
Suni.- De acuerdo a la configuración abrupta de gran parte del distrito, se presenta como un talud que se caracteriza por sus grandes caídas. El piso Suni bien definido es estrecho a menudo erosionado, y presenta un obstáculo para el hombre. La altitud oscila entre  4100 y 3600 m s. n. m., es decir es la parte que corresponde inmediatamente después de la capital del distrito en ascenso altitudinal.
Piso Suni se caracteriza por combinar la actividad agrícola y ganadera; resaltando en el primer caso cultivos de habas, cebada, oca lizas, papa híbrida y nativa. Asimismo en los últimos años se han incorporado cultivo de hortalizas – caso Patapallpa Baja.
Zona de Transición.- Representa una franja delimitada entre el piso Suni y el piso Quechua, a esta zona también se le llama Laqta – Pueblo y oscila entre 3,800 y 3,400 metros de altura, cuyo microclima constituye una combinación de rasgos de los dos pisos mencionados, lo cual genera una vegetación matorral medio leñoso que suele corresponder a la región Quechua.
Quechua.-  Este piso va de los 3,400 y 3,800 metros de altitud, con una vegetación ribereña de alta densidad, asociada a una agricultura con alta posibilidad de desarrollo. Este piso comprende la parte más baja del distrito de una extensión muy pequeña en el límite con el distrito de Ccarhuayo. Este piso ecológico se caracteriza por tener cultivos de maíz, hortalizas, papa, habas, cebada y trigo.
Su capital, el pueblo de Marcapata, que se ubica a 3677 m s. n. m.

## Población
Según el último censo nacional 2005 del INEI, el distrito de Ocongate cuenta con 13872 habitantes. Como se podrá apreciar entre el censo del año 1993 y del 2005 la tasa de crecimiento intercensal es de 1.70%. En lo que se refiere al porcentaje entre varones y mujeres varía en un 2 %.
Cuadro N.º 01
Ámbito	Población
1993	Población
2005	Tasa de Crecimiento
Ínter censal
Ocongate	11,111	Varones 	%	Mujeres	%	Total	1.70 %
		7125	51.36	6747	48.64	13,872	

## División administrativa
Actualmente como distrito tiene a 33 comunidades campesinas considerando los anexos: Puca Orqo (Mallma, Mahuayani, Chaupimayo, Pampacancha), Ausangate (Andamayo, Rodeana, Upis Pacchanta, Pucarumi), Tinki (Puycambamba, Checcaspampa, Marampaqui), Pinchimuro, Ccoñamuro, Colcca, Sallicancha, Huayna Ausangate, Accocunca, Palcca, Llullucha, Lawalawa (Kuch´uhuasi), Jullicunca, Huacatinko, Chacachimpa, Yanama, Huecouno, Patapallpa (Patapallpa Alta, Patapallpa Baja) y Lauramarca, a 02 Municipalidades de Centros Poblados de Lauramarca y Tinki, destacando el centro poblado de Ocongate, donde se encuentran concentrados los servicios públicos como salud, educación, agricultura, PNP, Gobernatura, Juzgado de Paz e instituciones privadas. El segundo centro urbano en importancia y en proceso de consolidación es Tinke, que comprende a la mayoría de las comunidades de la parte alta del distrito. El tercer centro poblado sería Lauramarca que tiene un crecimiento solo urbanístico, compuesto por las comunidades. Un cuarto bloque son las comunidades que conforman la “margen derecha” que en realidad está en la margen izquierda del río Mapacho.
El 2 de enero de 1857 fue reconocido como distrito de la provincia de Quispicanchi.

## Características del centro poblado de Ocongate.
Sus calles cortas y angostas cruzan transversalmente  la vía principal, el 70% de las calles tienen asfalto. Cuenta con servicio de agua, desagüe, electricidad aunque no para todas las familias de la capital del distrito sobre todo a los nuevos barrios formados por la propia dinámica de crecimiento de la población; asimismo cuenta con 02 Instituciones Educativas de nivel primario, uno privado y el otro particular, 01 I.E. de nivel Inicial, 02 I.E. de nivel secundario, uno público y el otro particular; 02 Centros de Educación Ocupacional dirigidos por ONGs, 07 teléfonos públicos, 04 cabinas de Internet, 01 Centro de Salud, Servicio de hospedaje y restaurantes.
Como centro poblado ubicado entre dos regiones naturales, cumple una función de encuentro entre los habitantes de la parte baja (agricultores) y los pobladores de la zona alta (ganaderos), por lo que su actividad comercial es importante sobre todo la feria dominical.
La necesidad de contar con servicios básicos, pero sobre todo de electricidad, ha hecho de que el proceso de urbanización acelere en los centros poblados más importantes del distrito, tal es el caso de Lauramarca y Tinke; en la actualidad ambos son Municipalidades de Centro Poblado.
1.1.2 Municipalidad de Centro Poblado de Lauramarca:
Se ubica sobre la margen derecha del río del mismo nombre, encima de una loma. Tiene una configuración lineal alternada de viviendas y espacios agrícolas, sin ningún trazo. Como asentamiento poblacional tiene su origen en el proceso de adjudicación de tierras de la Reforma Agraria; como se mencionó antes el proceso de urbanización se ha acelerado con motivo del proyecto de electrificación que exigía la concentración de viviendas para la viabilidad del proyecto.
Los residentes de este centro poblado son agricultores pero en su mayoría criadores de ganado vacuno, ovino y camélidos. Actualmente cuenta con servicios de agua potable, electricidad, 01 teléfono público, I.E. de nivel primario y secundario, 01 infraestructura para posta de salud; pero más no cuenta con servicio de alcantarillado (desagüe).
El material predominante en estas viviendas es de adobe, piedras y barro; para el techo utilizan teja y paja casi en la misma proporción.
para esto pedimos mayor atención al Gobierno regional del Cusco para buscar el desarrollo en calidad de vida.

## Municipalidad de centro poblado de Tinke.
Se ubica sobre la margen derecha de la confluencia de los ríos de Tinke y Pinchimuro, sobre una terraza aluvial. Tiene una configuración lineal irregular, longitudinal a la carretera, Urcos Puerto Maldonado. Hacia el año 1955 en este centro poblado existía una garita de control de la Guardia Civil. En 1973 se inician los primeros asentamientos como centro poblado y es a consecuencia del proceso de adjudicación de tierras de la Reforma Agraria; y en 1990 se efectúa el reparto de lotes a los comuneros de la zona alta de Ocongate.
Tinke se constituye como el punto central de la extensa zona ganadera del distrito de Ocongate, por lo que su impulso como centro poblado, corresponde a las necesidades de un sector poblacional necesitado de un espacio de intercambio y de servicios, visualizado en la existencia de una feria dominical que se realiza en la plaza y la cantidad de edificaciones comerciales que se vienen construyendo. Sin embargo en la última década es la actividad turística que empieza a dar mayor impulso al crecimiento de este centro poblado, ya que Tinke es el punto de partida y llegada de turistas que visitan la cordillera del Ausangate.
Actualmente cuenta con servicios de agua potable, electricidad, teléfono público, Instituciones Educativas de nivel Inicial, Primario y Secundario, asimismo cuenta con una posta de salud, restaurantes y hospedajes; el desagüe no beneficia a todos los pobladores del centro poblado.
El material predominante en la construcción de las viviendas es el adobe, piedras y barro, con techo de teja y paja en menor proporción. 

## Autoridades

### Municipales
- 2011 - 2014[3]
  - Alcalde: Armando Quispe Qquenaya, del Partido Perú Posible (PP).
  - Regidores: Julián Qquesuallpa Yapura (PP), Juan Apaza Cruz (PP), Claudia Gonzalo Layme (PP), Hilario Yucra Luna (PP), Mariano Chillihuani Quispe (Gran Alianza Nacionalista).
- 2007 - 2010
  - Alcalde: Graciano Mandura.
- 2015 - 2018
  - Alcalde: José Barrientos.
- 2019 - 2022
  - Alcalde: Grimaldo Quispe Qquenaya

### Religiosas
- Párroco de San Pablo: R.P. Antonio Sánchez-Guardamino Senante, S.J.

durante más de 30 años es el párroco de la parroquia San Pablo de Ocongate

## Turismo

### Atractivos turísticos
El templo de San Pablo de Ocongate, fue creado y fundado en el año de 1531 por la corona Real de Madrid con Blasco Núñez de Vela, presentado aspectos de tipo Barroco – Churrigueresco y neoclásico en sus retablos de pan de oro, también presenta pinturas del famosos pintor Cusqueño Diego Quispe Ttito .
recientemente ha sido restaurado por el INC y se han recuperado las pocas pinturas murales que se han conservado.
Posee numerosas aguas termales , destacan en especial las de la comunidad campesina de Pacchanta, con una vista impresionante del Nevado Ausangate, 6384 m s. n. m.
La carretera a Ocongate llega a finales de la década de 1940, y los primeros transportistas fueron los señores Linares de Urcos, y de Ocongate: Cirilo Aparicio Holgado, Jorge Zvietcovich, Mariano Luque con su camión “Walla Walla” .

### Actividades turísticas
Los principales actividades turísticas  son: las caminatas por Apu Ausangate, las cabalgatas, las escaladas, turismo vivencial y turismo místico.
Uno de los principales operadores en turismo locales es Huillca Expedition, fundada por el Mario Hernan Huillca (1997) y  Pio Huillca (1975), dos montañistas experienciados en escalada y caminatas que nacieron apasionados por el turismo. Hoy están impulsando el turismo en varios países del mundo, como; Europa, Francia, Estados Unidos y Países Latinoamericanos, demostrando la cultura andina del distrito de Ocongate.

## Festividades
- Señor de Quyllur R'iti
- Corpus Christi
- Virgen de la Asunción (Wata Cosecha).